# Luigi Alessandro di Borbone, conte di Tolosa
Luigi Alessandro di Borbone (Versailles, 6 giugno 1678 – Rambouillet, 1º dicembre 1737) è stato un ammiraglio e generale francese fu principe di sangue reale legittimato, in quanto figlio del re di Francia Luigi XIV e della sua amante ufficiale Madame de Montespan. All'età di cinque anni venne nominato ammiraglio di Francia.

## Biografia
Nacque nel castello di Versailles, il più giovane dei tre figli di Luigi XIV, nati dalla relazione con Madame de Montespan. Alla nascita venne affidato alle cure della marchesa di Montchevreuil, insieme alla sorella maggiore Francesca Maria.
Nel 1681, venne nominato Conte di Tolosa. Nel febbraio 1684 un reggimento di fanteria venne chiamato in suo onore, mentre nel 1693 fu nominato comandante di un reggimento di cavalleria. Durante la guerra di successione spagnola gli fu assegnato il compito di difendere la Sicilia.
Nel gennaio 1689 fu nominato governatore della Guyenne,  titolo che scambiò sei anni dopo con quello di governatore della Bretagna. Il 3 gennaio 1696 venne promosso a maresciallo di campo, e, l'anno successivo, luogotenente generale delle armate reali. Nel 1704, durante la guerra di successione spagnola comandò la flotta francese nella battaglia di Malaga.
Nel marzo del 1714 fu nominato Gran cacciatore di Francia.
Suo padre aveva legittimato lui ed i suoi tre fratelli e sorelle sopravvissuti, e persino dichiarato due dei figli maschi avuti da madame de Montespan, eventualmente idonei a succedergli al trono di Francia. Ma così non avvenne: immediatamente dopo la morte di Luigi XIV il Parlamento di Parigi revocò il testamento del re.
A differenza di suo fratello, Luigi Augusto, Duca del Maine, escluso dal consiglio di reggenza, venne tenuto lontano da qualsiasi ruolo politico, comunque venne nominato capo del consiglio della Marina, ereditando un personale esperto guidato da Joseph Pellerin.
Nel 1722 venne sostituito da Joseph Fleuriau d'Armenonville, la stessa persona che gli aveva venduto il castello di Rambouillet nel 1706.
Nel 1717, il ministero eresse una fortezza al confine orientale della Louisiana francese in Nord America e chiamato Fort Toulouse in onore del comte.
La proposta di matrimonio con Carlotta di Lorena, Mademoiselle d'Armagnac, membro del ramo cadetto del Casato di Guisa aveva incontrato il rifiuto categorico di Luigi XIV.

## Matrimonio
Il 2 febbraio 1723, il conte de Toulouse sposò Marie Victoire de Noailles, una delle figlie di Anne Jules, duc de Noailles, in una cerimonia privata a Parigi. Marie Victoire era la vedova di Louis de Pardaillan de Gondrin (1688-1712), suo nipote, figlio del suo fratellastro Louis Antoine de Pardaillan de Gondrin, la cui madre era Madame de Montespan. Il matrimonio fu tenuto segreto fino alla morte del reggente. La coppia ebbe un solo figlio:
- Luigi Giovanni Maria di Borbone, Duca di Penthièvre (1725–1793).

## Corte
Nel 1693, Luigi Alessandro diventò chevalier des Ordres du roi (Ordine del Re), e, nel 1704, cavaliere del Toison d’or.
Lui e le sue sorelle cercarono di evitare gli intrighi del loro fratello, il duca du Maine, e della di lui moglie Luisa Benedetta di Borbone al Castello di Sceaux.
Quando sua madre morì nel 1707, lui e le sue sorelle osservarono il lutto in privato poiché qualsiasi manifestazione pubblica a corte fu vietata dal padre.
Poco prima della sua morte, nel 1715, Luigi XIV aggiunse un codicillo al suo testamento, affermando che, se tutti i membri legittimi del Casato di Borbone, sia quelli discendenti dal Re che dai parenti più lontani, si fossero estinti, il trono di Francia poteva essere ereditato dal duca du Maine e dal conte de Toulouse.
La decisione fu revocata dopo la morte do Luigi XIV quando il cugino e cognato di Luigi Alessandro, Filippo II, Duca d'Orléans, in qualità di reggente, fece cassare il testamento dal Parlement de Paris.
Il conte di Tolosa morì nel Castello di Rambouillet il 1º dicembre 1737. Fu sepolto in una chiesa del XII° secolo situata nel villaggio di Saint-Lubin.
Il 30 settembre 1766, la contessa morì nell'Hôtel de Toulouse, la magione parigina non lontana dal Louvre, magione che il conte aveva acquistato nel 1712 da Phélypeaux, marquis de La Vrillière. Anche lei fu sepolta nella cripta di famiglia nella chiesa di Rambouillet.
Il 25 novembre 1783, dopo aver venduto Rambouillet a suo cugino Luigi XVI, il loro figlio, il duca de Penthièvre, in una lunga processione, trasferì i resti dei suoi genitori, di sua moglie e dei loro sei figli nella Chapelle royale de Dreux. Ricostruita nel 1816 da sua nipote la duchessa d'Orléans, la nuova cappella fu chiamata Chapelle royale de Dreux dopo che suo figlio, Luigi Filippo I diventò, nel 1830, Re dei Francesi. Ora è la necropoli dell'attuale Casato d'Orléans.
Alla morte del conte, il duca di Penthièvre successe al padre sia nei suoi impieghi che nei titoli. Per via del matrimonio di Mademoiselle de Penthièvre con Luigi Filippo II, Duca d'Orléans, il conte de Toulouse è un antenato dell'attuale casato di Orléans, casato che discende anche da due sorelle di Tolosa.

## Antenati
|                                      |                                      |                                   | Genitori                  |  |  | Nonni |  |  | Bisnonni             |  |  | Trisnonni                  |  |
|                                      |                                      |                                   |                           |  |  |       |  |  | Enrico IV di Francia |  |  | Antonio di Borbone-Vendôme |  |
|                                      |                                      |                                   |                           |  |  |       |  |  | Enrico IV di Francia |  |  | Antonio di Borbone-Vendôme |  |
|                                      |                                      | Giovanna III di Navarra           |                           |  |  |       |  |  | Enrico IV di Francia |  |  |                            |  |
| Luigi XIII di Francia                |                                      |                                   |                           |  |  |       |  |  | Enrico IV di Francia |  |  |                            |  |
|                                      |                                      | Maria de' Medici                  | Francesco I de' Medici    |  |  |       |  |  |                      |  |  |                            |  |
|                                      |                                      | Maria de' Medici                  | Francesco I de' Medici    |  |  |       |  |  |                      |  |  |                            |  |
|                                      |                                      | Maria de' Medici                  | Giovanna d'Austria        |  |  |       |  |  |                      |  |  |                            |  |
| Luigi XIV di Francia                 |                                      | Maria de' Medici                  |                           |  |  |       |  |  |                      |  |  |                            |  |
|                                      |                                      | Filippo III di Spagna             | Filippo II di Spagna      |  |  |       |  |  |                      |  |  |                            |  |
|                                      |                                      | Filippo III di Spagna             | Filippo II di Spagna      |  |  |       |  |  |                      |  |  |                            |  |
|                                      |                                      | Filippo III di Spagna             | Anna d'Asburgo            |  |  |       |  |  |                      |  |  |                            |  |
| Anna d'Asburgo                       |                                      | Filippo III di Spagna             |                           |  |  |       |  |  |                      |  |  |                            |  |
|                                      |                                      | Margherita d'Austria              | Carlo II d'Austria        |  |  |       |  |  |                      |  |  |                            |  |
|                                      |                                      | Margherita d'Austria              | Carlo II d'Austria        |  |  |       |  |  |                      |  |  |                            |  |
|                                      |                                      | Margherita d'Austria              | Maria Anna di Wittelsbach |  |  |       |  |  |                      |  |  |                            |  |
| Luigi Alessandro di Borbone-Francia  |                                      | Margherita d'Austria              |                           |  |  |       |  |  |                      |  |  |                            |  |
|                                      | Gaspard de Rochechouart de Mortemart | René de Rochechouart de Mortemart |                           |  |  |       |  |  |                      |  |  |                            |  |
|                                      | Gaspard de Rochechouart de Mortemart | René de Rochechouart de Mortemart |                           |  |  |       |  |  |                      |  |  |                            |  |
|                                      | Gaspard de Rochechouart de Mortemart | Jeanne de Saulx de Tavannes       |                           |  |  |       |  |  |                      |  |  |                            |  |
| Gabriel de Rochechouart de Mortemart | Gaspard de Rochechouart de Mortemart |                                   |                           |  |  |       |  |  |                      |  |  |                            |  |
|                                      |                                      | Louise de Maure                   | Charles de Maure          |  |  |       |  |  |                      |  |  |                            |  |
|                                      |                                      | Louise de Maure                   | Charles de Maure          |  |  |       |  |  |                      |  |  |                            |  |
|                                      |                                      | Louise de Maure                   | Diane de Pérusse des Cars |  |  |       |  |  |                      |  |  |                            |  |
| Françoise-Athénaïs di Montespan      |                                      | Louise de Maure                   |                           |  |  |       |  |  |                      |  |  |                            |  |
|                                      |                                      | Jean de Grandseigne               | Pierre de Grandseigne     |  |  |       |  |  |                      |  |  |                            |  |
|                                      |                                      | Jean de Grandseigne               | Pierre de Grandseigne     |  |  |       |  |  |                      |  |  |                            |  |
|                                      |                                      | Jean de Grandseigne               | Françoise Baillard        |  |  |       |  |  |                      |  |  |                            |  |
| Diana de Grandseigne                 |                                      | Jean de Grandseigne               |                           |  |  |       |  |  |                      |  |  |                            |  |
|                                      |                                      | Catherine de La Béraudière        | François de La Béraudière |  |  |       |  |  |                      |  |  |                            |  |
|                                      |                                      | Catherine de La Béraudière        | François de La Béraudière |  |  |       |  |  |                      |  |  |                            |  |
|                                      |                                      | Catherine de La Béraudière        | Anne Adrienne Frotier     |  |  |       |  |  |                      |  |  |                            |  |
|                                      |                                      | Catherine de La Béraudière        |                           |  |  |       |  |  |                      |  |  |                            |  |